# Sulayman ben Wanudin El Hintati
Sulayman ben Wanudin El Hintati est un cheikh almohade originaire de la tribu Hintata du Haut Atlas marocain. 
Après la prise de Tlemcen, Abd al-Mumin reste sept mois dans la ville, puis part pour Fès, en y laissant Sulayman ben Wanudin comme premier gouverneur almohade de Tlemcen,.

#### Francophone
- Institut des Hautes Etudes Marocaines, Hespéris : Archives berbères et bulletin de l'Institut des Hautes Etudes Marocaines, 1930 (lire en ligne)